# Lampertheim (Niemcy)
Lampertheim – miasto w Niemczech, w kraju związkowym Hesja, w rejencja Darmstadt, w powiecie Bergstraße. Jedno z najbardziej wysuniętych na południe miast Hesji, graniczące z dwoma krajami związkowymi: Nadrenią-Palatynatem i Badenią-Wirtembergią.
W skład miasta wchodzą następujące dzielnice: Hofheim, Hüttenfeld, Neuschloß i Rosengarten oraz osiedla: Heide, Oberlach-Rosenau, Am Küblinger Damm, Lache, An der Wormser Straße, In den Böllenruthen, In den Ruthen, Wehrzollhaus, Wildbahn i Seehof.

## Linki zewnętrzne

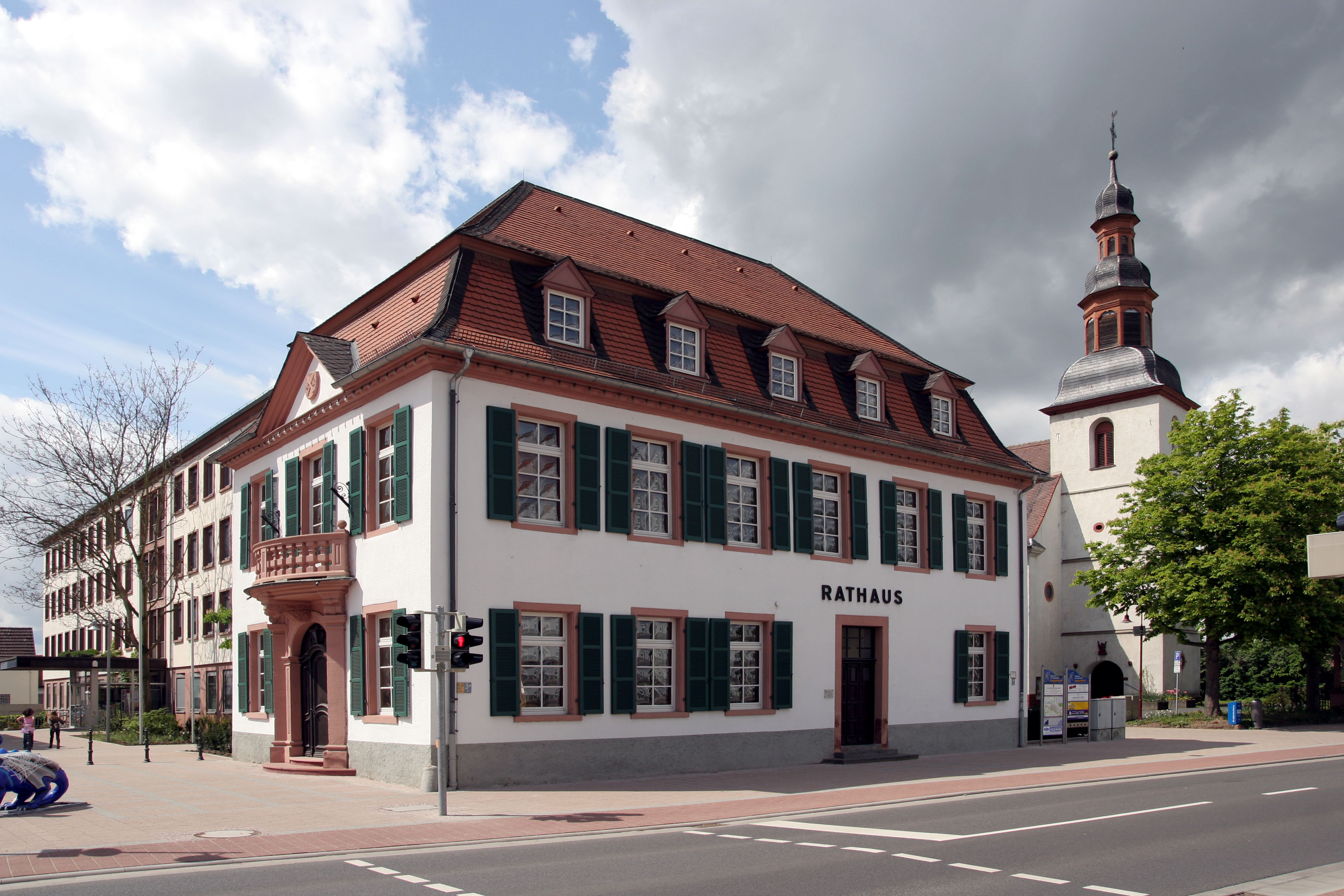
Stary ratusz

## Współpraca
Miejscowości partnerskie:
- Adria, Włochy
- Dieulouard, Francja
- Ermont, Francja
- Maldegem, Belgia
- Świdnica, Polska
- Wierden, Holandia